# 円卓会議 (秘密結社)
円卓会議（ラウンド・テーブル）とは、1891年に、イギリス（大英帝国）と南アフリカにかけて結成された、秘密結社である。大英帝国の植民地主義を引き継ぎ、現在の国際政治に多大な影響力を与えている（＝世界を支配している）とされる。 
円卓会議ムーヴメントは 、 英国とその自治植民地の間のより緊密な連合を促進する組織協会として1909年に設立された。 

## 歴史
創始者グループは、セシル・ローズおよびアルフレッド・ミルナーと、ロスチャイルド卿、アスター卿、バルフォア卿、グレイ卿、イッシャー卿、らである。
アルフレッド・ミルナーは、ミルナー幼稚園（ミルナー・キンダーガーデン）を組織した。
セシル・ローズの死後は、アルフレッド・ミルナーが後を継いだ。円卓会議グループは、優秀な人材を、育成あるいは取り込んでいった。
円卓会議ムーヴメントは、ミルナー卿の幼稚園から発展。 彼らは、アングロサクソン会議にちなんで名付けられた「The Moot（ムート）」と呼ばれる会議を開催した。この運動は、ウェールズにあるアングルシー卿の邸宅であるプラスニューディッドの会合で、9月4〜6日の週末に始まり  組織の枠組みはライオネル・カーティスによって考案されたが、全体的な考えはミルナー卿によるもの。 南アフリカの元統治者フィリップ・カーが組織の秘書になる。 
この他円卓会議グループが発展して、以下の組織・制度・会議が設立された。
1902年には、セシル・ローズの遺産により、ローズ奨学金が設立された。
1919年には、イギリスに王立国際問題研究所（RIIA、通称チャタムハウス）が設立された。創設者はミルナー幼稚園出身のライオネル・カーティスである。
1921年には、エドワード・マンデル・ハウスによって、アメリカに外交問題評議会（CFR）が設立された。CFRはアメリカをイギリスの影響下に置き続けるための組織である。
1925年には、太平洋問題調査会（IPR）が設立された。IPRはRIIAの下部組織であった。IPRはロックフェラー財団とカーネギー財団が資金を提供していた。
1945年には、ローズ奨学金を真似て、フルブライト奨学金が設立された。
1954年には、ビルダーバーグ会議が開催された。
1962年には、戦略国際問題研究所（CSIS）が設立された。CSISはイエズス会系組織だがCFRの影響下にある。
1973年には、日米欧三極委員会が設立された。

## 著名なメンバー
20世紀前半の円卓会議「ムート」の著名なメンバーは、 以下の通り
- レオ・アメリー
- ロバート・ブランド卿
- サーレジナルドクープランド
- セカンドバロネット、ジョージクレイク卿
- ライオネル・カーティス
- ジェフリー・ドーソン
- ライオネル・ヒチェンス
- ロージアンの第11侯爵、フィリップ・カー
- ウィリアム・マリス、マリス卿
- James Meston、Lord Meston
- アルフレッド・ミルナー 、ロード・ミルナー
- セルボーン伯爵
- アーサー・スティール・メイトランド卿
- アルフレッドジマーン卿